# 雷亮家族

## 家族簡介
九巴創辦人之一雷亮之後人，籍貫廣東台山。

## 家族成員
- 雷亮 - 九龍巴士創辦人之一 = 元配劉氏、二妾侍吳同佳[1]及三妾侍何蓮嬌
  - 雷家浩（長房）（元配劉氏所出）
    - 雷民叙（長房長子）（曾任九龍巴士票務部主管）
    - 雷民光（長房次子）
      - 雷國慶 = 黄慕琳
        - 雷德賢（曾任信諾環球保險任副董事兼業務伙伴發展及策劃總監，並獲委任為公益金「慈善屋『村』聯會主席」）

  - 雷家湖（二房）（妾侍吳同佳所出）
  - 雷福康（三房）（妾侍吳同佳所出）（曾任九龍巴士財務部主管、九龍樂善堂主席）[2]= 雷伍悅清
    - 雷廷相（三房長子）（曾任香港遠東交易所會董及九龍巴士副司庫）
    - 雷中元（三房次子）（曾任載通國際執行董事、九龍巴士總經理、會計師及龍運巴士董事）

  - 雷錦華（五房）（妾侍吳同佳所出）
    - 雷普照（曾任九龍巴士董事、營運總監及車務總監）
      - 雷怡暉（Amanda）（女孫）（雷普照女兒）（曾任載通國際旗下路訊通 RoadShow 董事及營運總監） = 陳鴻輝（前夫）、陳一昇（Charles）
      - 雷永晃（男孫）（雷普照兒子）（曾任《NevigatorMagazine》雜誌銷售及市場總監），美國羅省修讀MBA
      - 雷袁駿（養子）

  - 雷禮唐（六房）（妾侍吳同佳所出）（醫生）
    - 雷賢達（六房長子）（曾任施罗德基金公司副主席、执行董事及投资部主管）
    - 雷兆輝（六房次子）（曾任威爾斯親王醫院顧問醫生、內科專科醫生、香港腎臟基金會主席）
    - 雷添良（六房三子）（曾任證券及期貨事務監察委員會主席、羅兵咸永道會計師事務所合夥人董事會首席董事、教育統籌委員會主席、僱員補償保險徵款管理局主席、中華人民共和國香港特別行政區第十三屆全國人民代表大會代表）
      - Nicola Lui
      - Anthony Lui

  - 雷祺庸（七房）（妾侍吳同佳所出） = 雷黃琼芳
  - 雷銘舉（八房）（妾侍何蓮嬌所出）
  - 雷銳年（九房）（妾侍何蓮嬌所出）
  - 雷槱章（十房）（妾侍何蓮嬌所出）

## 相關文章
- 雷生春 - 雷亮物業，後人捐作歷史保護建築。